# Municipio de Tsagueri
El municipio de Tsagueri (en georgiano: ცაგერის მუნიციპალიტეტი) es un municipio de Georgia perteneciente a la región de Racha-Lechjumi y Baja Esvanetia. El área total del municipio es 755 kilómetros cuadrados (292 mi²) y su centro administrativo es la ciudad de Tsagueri. La población era 10.387, según el censo de 2014.

## Geografía
Tsagueri limita con los municipios de Lenteji al norte, Martvili en el oeste, Ambrolauri en el este; Tsjaltubo y Joni en el sur.  
El territorio del municipio está ocupado por el valle de Tsagueri, que está rodeada por montañas de diferentes alturas, la parte oriental de la cordillera de Egrisi

### Clima
El municipio pertenece al clima húmedo subtropical del mar, donde la temperatura del aire y la precipitación atmosférica cambian drásticamente con la altitud. La temperatura media anual del aire en la parte baja es de 11,4 °C (0 °C en enero, 22 °C en agosto). La precipitación es de 1235 mm por año. La cantidad máxima de precipitación cae en otoño, la mínima en verano. En la parte montañosa la temperatura del aire desciende, la cantidad de precipitación aumenta y alcanza los 2000 mm en los lugares más altos.

## Historia
El área del municipio corresponde a la parte central de la provincia histórica de Lechjumi, que en la época del reino de Georgia (siglos XI-XV) estuvo subordinada primero a los príncipes de Esvanetia, luego a los príncipes de Racha. Después de su colapso, primero se convirtió en parte del reino de Imericia desde 1455 y luego se independizó de facto bajo la noble familia local Chikovani, antes de unirse al principado de Mingrelia en 1714 a través de lazos familiares con la Casa de Dadiani. En 1857, el área con todo el principado de Mingrelia quedó bajo el dominio del Imperio ruso y posteriormente formó la parte sur de uyezd de Lechjumi en la gobernación de Kutaisi.
El distrito de Tsagueri se formó en 1929 como parte del distrito de Kutaisi, desde 1930 ha estado directamente subordinado a la República Socialista Soviética de Georgia. En 1951-1953 formó parte de la región de Kutaisi.

## Política
La asamblea municipal de Tsagueri (en georgiano: ცაგერის საკრებულო, romanizado: Tsageri Sakrebulo) es un órgano representativo en el municipio de Tsagueri, que consta de 30 miembros que se eligen cada cuatro años. La última elección se llevó a cabo en octubre de 2021. Giorgi Nemsadze del Sueño Georgiano (GD) fue reelegido alcalde.
| Partido político | Partido político                       | 2017 | 2021 |
| ---------------- | -------------------------------------- | ---- | ---- |
|                  | Sueño georgiano                        | 24   | 19   |
|                  | Para Georgia                           |      | 4    |
|                  | Ajali                                  |      | 3    |
|                  | Movimiento Nacional Unido              | 1    | 1    |
|                  | Lelo por Georgia                       |      | 1    |
|                  | Constructor de Estrategia              |      | 1    |
|                  | Partido Laborista Georgiano            | 1    | 1    |
|                  | Georgia Europea                        | 3    |      |
|                  | Alianza de los Patriotas de Georgia    | 1    |      |
|                  | Movimiento Democrático - Georgia Unida | 1    |      |
| Total            | Total                                  | 31   | 30   |

## División administrativa
El municipio consta de 18 comunidades administrativas (temi), y hay una ciudad, Tsagueri. Algunos de los pueblos de este distrito son Zubi or Tvishi.

## Demografía
El municipio de Tsagueri ha tenido una disminución de población desde 1939, teniendo hoy poco más del 25% de los habitantes de entonces. 
| Municipio de Tsagueri                                                  | - | - | - | 32 281 | 27 262 | 24 128 | 20 916 | 17 166 | 16 558 | 10 387 | 8 500 |
| Ciudad de Tsagueri                                                     | - | - | - | 1831   | 4709   | 2317   | 2981   | 1359   | 1913   | 1320   |       |
| Datos: Estadística de población de Georgia desde 1897 hasta hoy. Nota: |   |   |   |        |        |        |        |        |        |        |       |

La población está compuesta por un 99% de georgianos. Según el censo de 2014, el 87,3% de la población del municipio vive en aldeas.
|              | 1939      | 1939       | 1959      | 1959       | 2002      | 2002       | 2014      | 2014       |
| Grupo étnico | Población | Porcentaje | Población | Porcentaje | Población | Porcentaje | Población | Porcentaje |
| ------------ | --------- | ---------- | --------- | ---------- | --------- | ---------- | --------- | ---------- |
| Georgianos   | 31 616    | 97,9%      | 25 089    | 92%        | 16 539    | 99,50%     | 10 370    | 99,83%     |
| Rusos        | 282       | 0,9%       | 1219      | 4,5%       | 29        | 0,17%      | 8         | 0,08%      |
| Ucranianos   | 282       | 0,9%       | 236       | 0,9%       | -         | -          | 2         | 0,02%      |
| Osetios      | 4         | 0,1%       | 44        | 0,1%       | 5         | 0,03%      | 2         | 0,02%      |
| Armenios     | 98        | 0,3%       | 152       | 0,6%       | 6         | 0,04%      | 1         | 0,01%      |
| Griegos      | 5         | 0,1%       | 258       | 0,9%       | -         | -          | 1         | 0,01%      |
| Judíos       | 261       | 0,8%       | 46        | 0,2%       | -         | -          | 1         | 0,01%      |
| Azeríes      | 1         | 0,1%       | 96        | 0,4%       | 22        | 0,13%      | -         | -          |
| Abjasios     | -         | -          | -         | -          | 10        | 0,06%      | -         | -          |
| Lezguinos    | 3         | 0,1%       | -         | -          | -         | -          | -         | -          |
| Otros        | -         | -          | -         | -          | -         | -          | 2         | 0,02%      |
| Total        | 32 281    | 100%       | 27 262    | 100%       | 16 622    | 100%       | 10 387    | 100%       |

## Economía
En el territorio del municipio se encuentra la central hidroeléctrica de Lajanuri.  

## Infraestructura

### Arquitectura y monumentos
Los monumentos históricos conservados en el territorio del municipio son templos como los siguientes: la iglesia de Tsjeti, Tabori, las iglesias de San Jorge de Labechini, Zubi, Gveso y algunos fortalezas, como las ruinas medievales en Tsagueri, la fortaleza de Isunderi, la fortaleza de Muritsije o la fortaleza de Orbeli.
Hay varios museos locales en el territorio del municipio, principalmente en Tsagueri.

### Transporte
Las carreteras Kutaisi-Tsagueri-Lenteji y Oni-Tsagueri pasan por el territorio del municipio. La longitud de las carreteras locales es de 186 km. En Tskaltubo es también donde se encuentra la estación de tren más cercana. 

## Galería

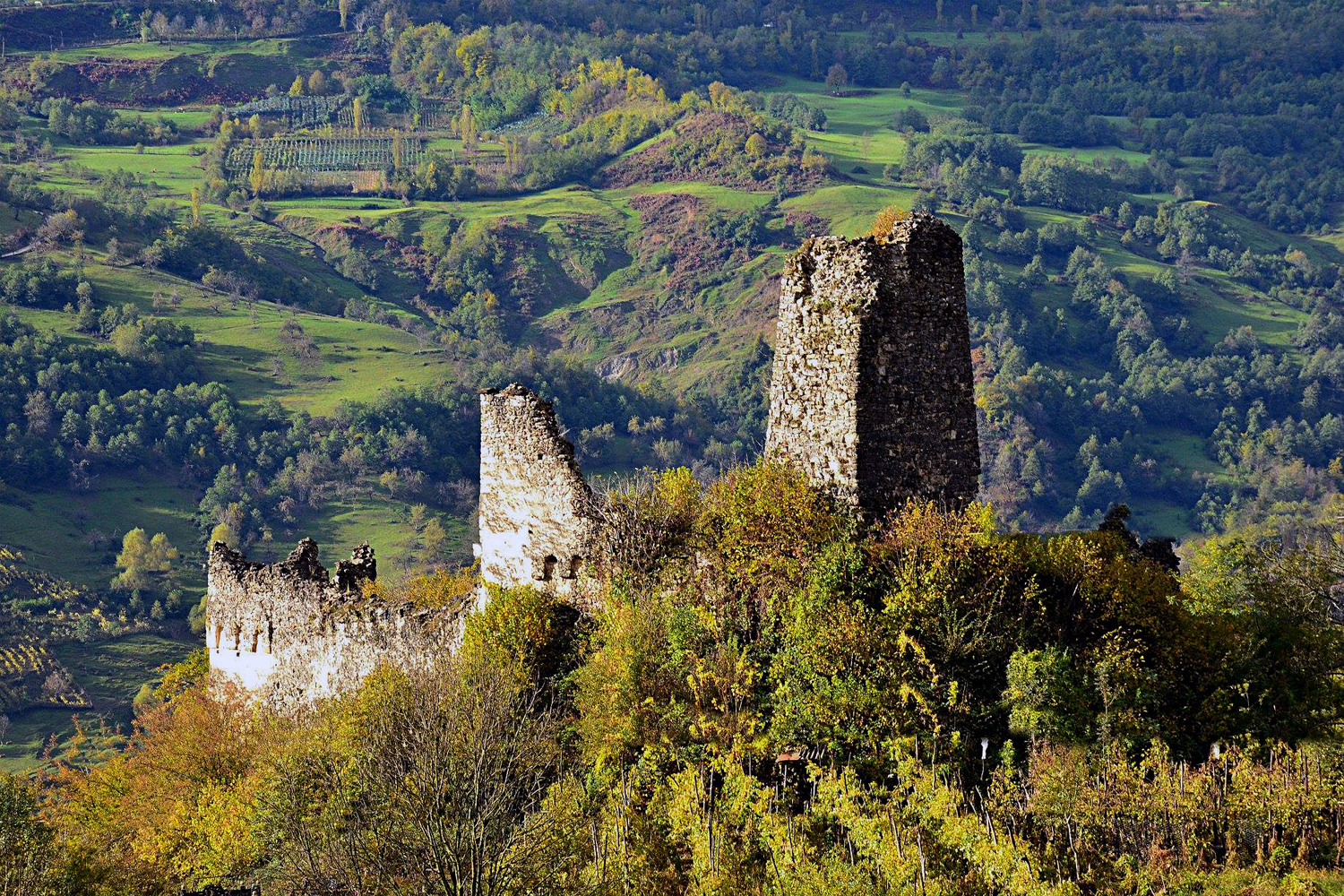
Fortaleza de Muristsije
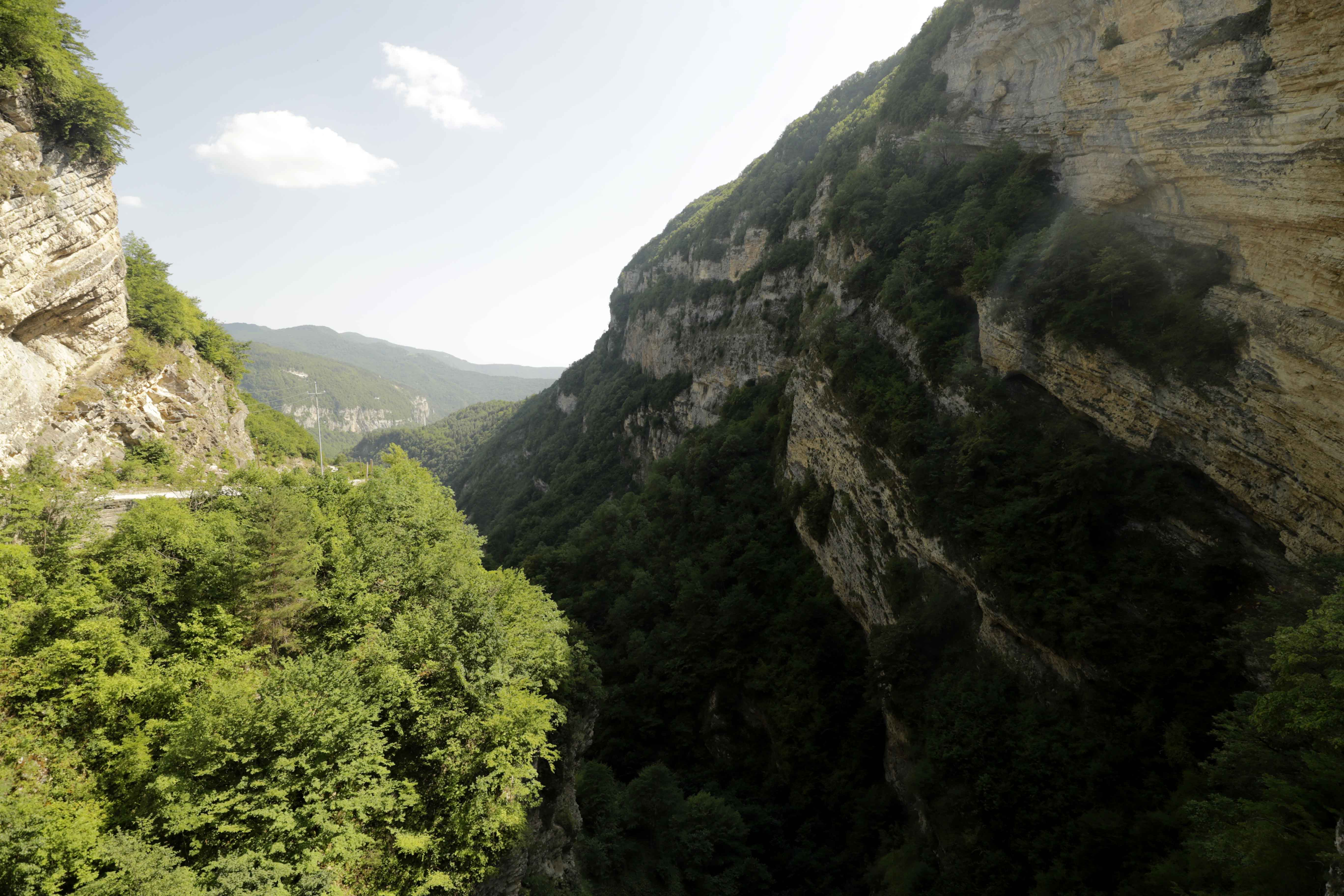
Garganta del río Ghvirishi
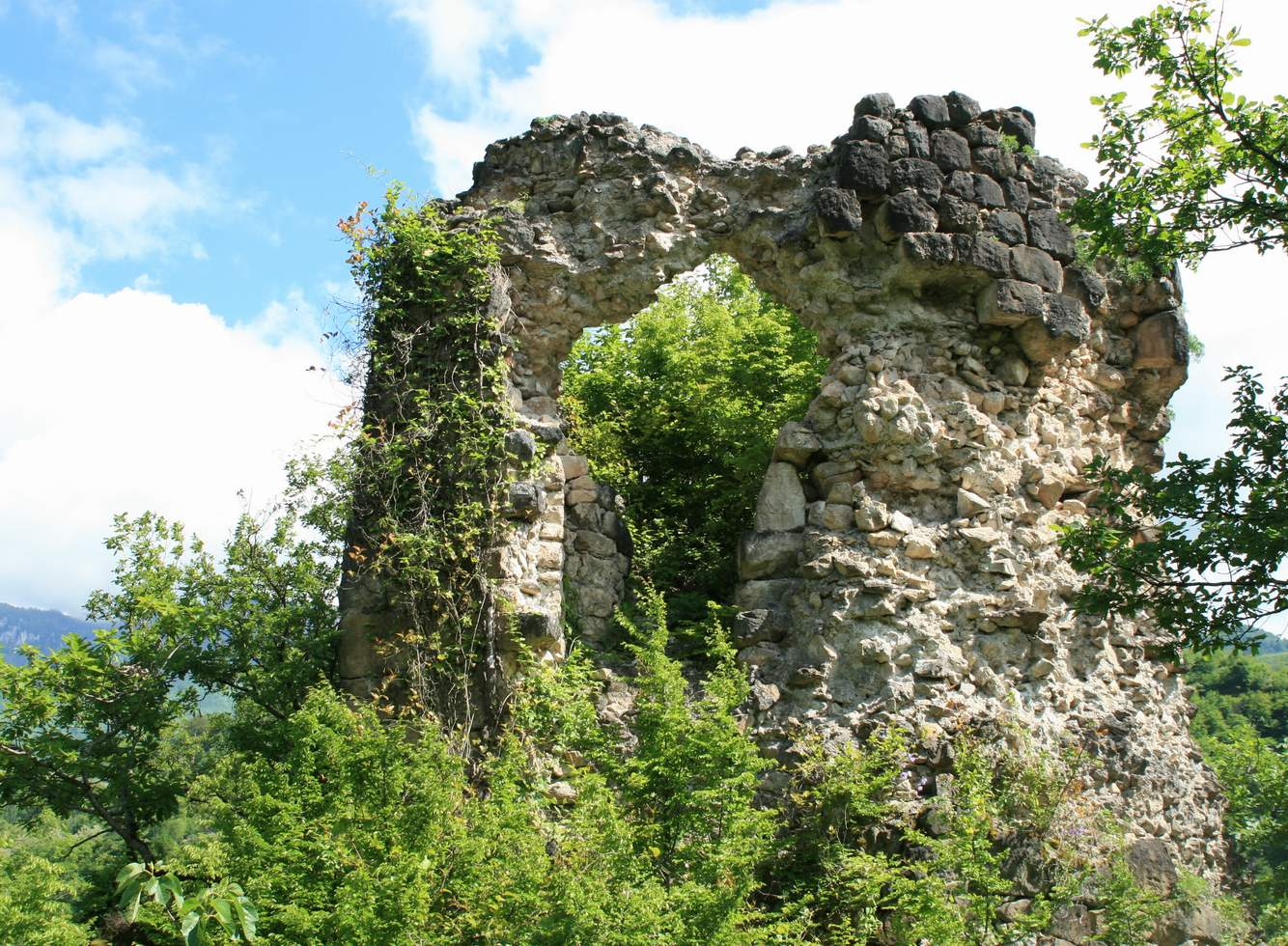
Fortaleza de Isunderi
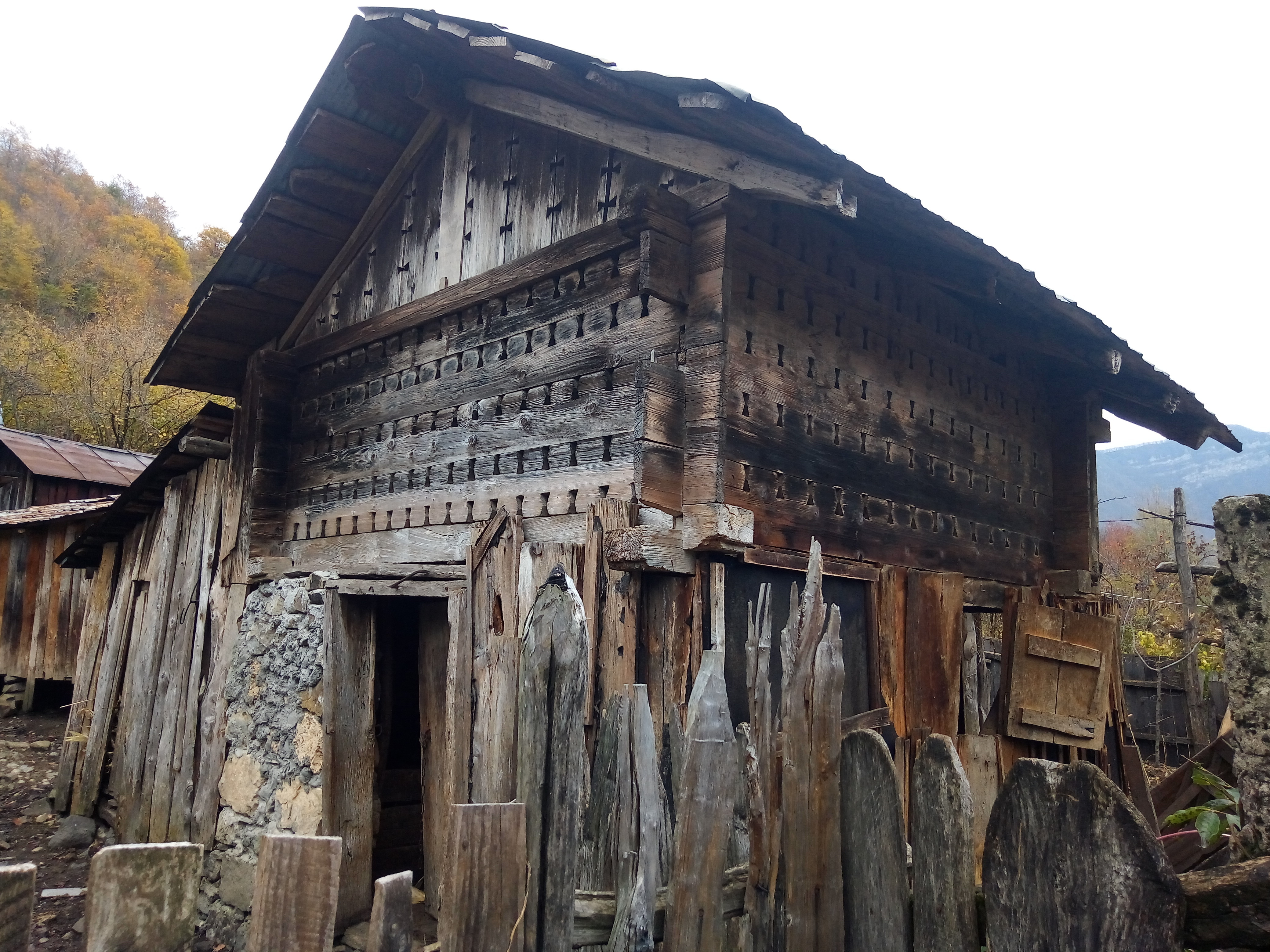
Almacén de cereales en Zubi